# Nolina georgiana
Nolina georgiana ist eine Pflanzenart der Gattung Nolina in der Familie der Spargelgewächse (Asparagaceae). Ein englischer Trivialname ist „Georgia Beargrass“.

## Beschreibung
Nolina georgiana wächst stammlos, ist rhizomatös und bildet Horste von 1 bis 2 m Durchmesser. Die variablen grasähnlichen, grünen Laubblätter sind 70 bis 150 cm lang und 4 bis 10 mm breit. Die Blattränder sind gezähnt.
Der Blütenstand wird 1 bis 1,5 m hoch und ist mehrfach verzweigt. Die gelben, grünen bis lohfarbenen Blüten sind 1,9 bis 2,5 mm lang und breit. Die Blühperiode liegt im April.
Die in der Reife eiförmig bis runden holzigen Kapselfrüchte sind 7 bis 10 mm im Durchmesser. Die braunen, kugeligen Samen sind 2 bis 4 mm im Durchmesser. 5 bis 8 mm breit und 1 mm dick. Die Samenreife ist im Juni.
Nolina georgiana ist bis minus 10 °C frosthart. Sie ist kaum bekannt.

## Verbreitung, Systematik und Gefährdung
Nolina georgiana ist in den US-Bundesstaaten an der Ostküste in Georgia und South Carolina in begrenztem Gebiet auf Meereshöhe endemisch verbreitet. Sie wächst vergesellschaftet mit Yucca filamentosa und verschiedenen Opuntia-Arten.
Die Erstbeschreibung erfolgte 1803 durch André Michaux.
Nolina georgiana ist Mitglied der Sektion Nolina. Sie ist selten und wächst in einem eingeschränkten Gebiet. Charakteristisch sind die grasähnlichen, langen Blätter, die Ähnlichkeiten aufweisen mit der im Süden in Florida vorkommenden Nolina brittoniana. Jedoch sind die Blätter von Nolina georgiana länger. Beide Arten sind feuerresistent. Nolina georgiana ist durch Neuansiedlungen stark gefährdet.

## Bilder

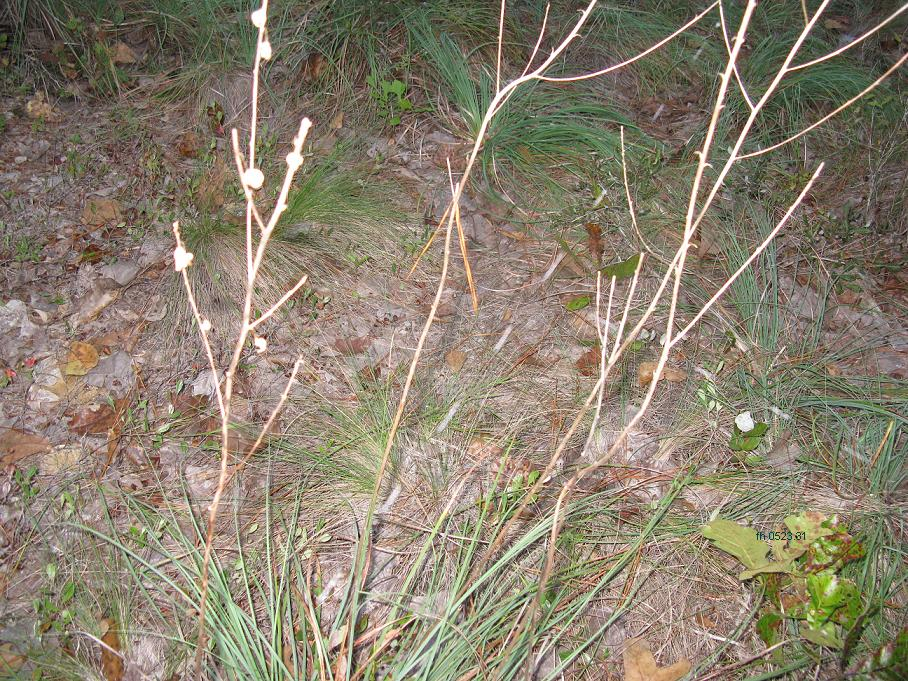
In Zentral Georgia
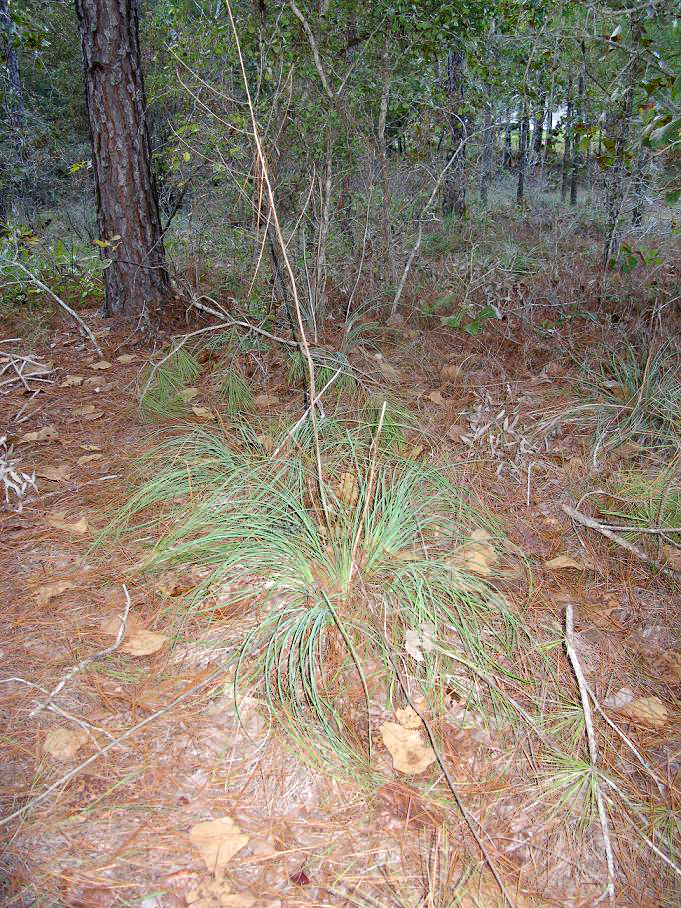
In Waldregionen in Georgia

## Nachweise